# Championnat de France de basket-ball 1997-1998
Navigation
Saison précédente Saison suivante
La saison 1997-1998 du championnat de France de basket-ball de Pro A est la 76e édition du championnat de France masculin de basket-ball, la 11e depuis la création de la LNB.
Le championnat de Pro A de basket-ball est le plus haut niveau du championnat de France.
Seize clubs participent à la compétition. À la fin de la saison régulière, les équipes classées de 1 à 8 sont automatiquement qualifiées pour les quarts de finale des playoffs. Le vainqueur de ces playoffs est désigné Champion de France. L'équipe classée 16e de Pro A à l'issue de la saison régulière du championnat, descend en Pro B. Elle est remplacée par le club classé 1er de Pro B.
Le tenant du titre est le PSG Racing.
Toulouse a rejoint la Pro A à l’issue de la saison 1996-1997. Strasbourg, 16e de la saison régulière est relégué en Pro B.
La saison régulière a débuté le 6 septembre 1997 et s'est terminé le 28 avril 1998. Pau-Orthez a remporté le championnat pour la cinquième fois de son histoire en battant en finale Limoges en deux manches.

## Clubs participants
| Clubs             | Salles (Capacités)                                    | Villes           |
| ----------------- | ----------------------------------------------------- | ---------------- |
| Antibes           | Espace sportif Jean Bunoz (5000 places)               | Antibes          |
| Besançon          | Palais des Sports (4000 places)                       | Besançon         |
| Chalon-sur-Saône  | Maison des Sports (2200 places)                       | Chalon-sur-Saône |
| Cholet            | La Meilleraie (4 500 places)                          | Cholet           |
| Dijon             | Palais des sports Jean-Michel-Geoffroy (4 628 places) | Dijon            |
| Évreux            | Salle Jean Fourre (3400 places)                       | Évreux           |
| Gravelines        | Sportica (3 500 places)                               | Gravelines       |
| Le Mans           | Antarès (6 000 places)                                | Le Mans          |
| Limoges           | Palais des Sports de Beaublanc (5500 places)          | Limoges          |
| Lyon-Villeurbanne | Astroballe (5 600 places)                             | Villeurbanne     |
| Montpellier       | Palais des sports Pierre-de-Coubertin (4800 places)   | Montpellier      |
| Nancy             | Palais des sports Jean Weille (4500 places)           | Nancy            |
| PSG Racing        | Stade Pierre-de-Coubertin (4 200 places)              | Paris            |
| Pau-Orthez        | Palais des sports de Pau (7 813 places)               | Pau              |
| Strasbourg        | Rhénus (4000 places)                                  | Strasbourg       |
| Toulouse          | Palais des sports de Toulouse (4300 places)           | Toulouse         |

## Classement final de la saison régulière
| Rang | Équipe                | Pts | J  | G  | P  | Pp   | Pc   | Diff |
| ---- | --------------------- | --- | -- | -- | -- | ---- | ---- | ---- |
| 1    | Lyon-Villeurbanne (F) | 54  | 30 | 24 | 6  | 2276 | 1937 | 339  |
| 2    | Pau-Orthez            | 52  | 30 | 22 | 8  | 2374 | 2090 | 284  |
| 3    | Cholet (C)            | 50  | 30 | 20 | 10 | 2241 | 2031 | 210  |
| 4    | Limoges               | 49  | 30 | 19 | 11 | 2179 | 2093 | 86   |
| 5    | PSG Racing (T)        | 49  | 30 | 19 | 11 | 2142 | 1931 | 211  |
| 6    | Dijon                 | 49  | 30 | 19 | 11 | 2289 | 2138 | 151  |
| 7    | Le Mans               | 48  | 30 | 18 | 12 | 2248 | 2130 | 118  |
| 8    | Besançon              | 46  | 30 | 16 | 14 | 2149 | 2213 | -64  |
| 9    | Nancy                 | 44  | 30 | 14 | 16 | 2285 | 2233 | 52   |
| 10   | Gravelines            | 44  | 30 | 14 | 16 | 2283 | 2410 | -127 |
| 11   | Antibes               | 42  | 30 | 12 | 18 | 2264 | 2379 | -115 |
| 12   | Chalon-sur-Saône      | 42  | 30 | 12 | 18 | 2110 | 2289 | -179 |
| 13   | Montpellier           | 39  | 30 | 9  | 21 | 2108 | 2290 | -182 |
| 14   | Toulouse (P)          | 38  | 30 | 8  | 22 | 2046 | 2401 | -355 |
| 15   | Évreux                | 38  | 30 | 8  | 22 | 2094 | 2350 | -256 |
| 16   | Strasbourg            | 36  | 30 | 6  | 24 | 2293 | 2466 | -173 |

|     | Qualification pour les Play-offs 1998 |
|     | Relégation en Pro B                   |
| (T) | Tenant du titre 1997                  |
| (F) | Finaliste 1997                        |
| (P) | Promu 1997                            |
| (C) | Vainqueur Coupe de France 1998        |

## Playoffs
|  | Quarts de finale      | Quarts de finale | Quarts de finale | Quarts de finale |                       |    | Demi-finales | Demi-finales | Demi-finales | Demi-finales |  |  | Finale | Finale | Finale | Finale |
|  |                       |                  |                  |                  |                       |    |              |              |              |              |  |  |        |        |        |        |
|  |                       |                  |                  |                  |                       |    |              |              |              |              |  |  |        |        |        |        |
|  |                       |                  |                  |                  |                       |    |              |              |              |              |  |  |        |        |        |        |
|  | (1) Lyon Villeurbanne | 80               | 80               | 77               |                       |    |              |              |              |              |  |  |        |        |        |        |
|  | (1) Lyon Villeurbanne | 80               | 80               | 77               |                       |    |              |              |              |              |  |  |        |        |        |        |
|  | (8) Besançon          | 60               | 98               | 63               |                       |    |              |              |              |              |  |  |        |        |        |        |
|  | (8) Besançon          | 60               | 98               | 63               | (1) Lyon Villeurbanne | 63 | 60           | 74           |              |              |  |  |        |        |        |        |
|  |                       |                  |                  |                  | (1) Lyon Villeurbanne | 63 | 60           | 74           |              |              |  |  |        |        |        |        |
|  |                       | (4) Limoges      | 55               | 70               | 76                    |    |              |              |              |              |  |  |        |        |        |        |
|  | (4) Limoges           | (4) Limoges      | 55               | 70               | 76                    | 67 | 76           |              |              |              |  |  |        |        |        |        |
|  | (4) Limoges           |                  |                  |                  |                       | 67 | 76           |              |              |              |  |  |        |        |        |        |
|  | (5) PSG Racing        | 57               | 66               |                  |                       |    |              |              |              |              |  |  |        |        |        |        |
|  | (5) PSG Racing        | 57               | 66               | (4) Limoges      | 62                    | 67 |              |              |              |              |  |  |        |        |        |        |
|  |                       |                  |                  |                  | 62                    | 67 |              |              |              |              |  |  |        |        |        |        |
|  |                       | (2) Pau-Orthez   | 84               | 73               |                       |    |              |              |              |              |  |  |        |        |        |        |
|  | (2) Pau-Orthez        | (2) Pau-Orthez   | 84               | 73               | 62                    | 58 | 87           |              |              |              |  |  |        |        |        |        |
|  | (2) Pau-Orthez        |                  |                  |                  |                       | 58 | 87           |              |              |              |  |  |        |        |        |        |
|  | (7) Le Mans           | 52               | 67               | 55               |                       |    |              |              |              |              |  |  |        |        |        |        |
|  | (7) Le Mans           | 52               | 67               | 55               | (2) Pau-Orthez        | 90 | 86           |              |              |              |  |  |        |        |        |        |
|  |                       |                  |                  |                  | (2) Pau-Orthez        | 90 | 86           |              |              |              |  |  |        |        |        |        |
|  |                       | (3) Cholet       | 74               | 76               |                       |    |              |              |              |              |  |  |        |        |        |        |
|  | (3) Cholet            | (3) Cholet       | 74               | 76               | 82                    | 65 | 87           |              |              |              |  |  |        |        |        |        |
|  | (3) Cholet            |                  |                  |                  |                       | 65 | 87           |              |              |              |  |  |        |        |        |        |
|  | (6) Dijon             | 81               | 66               | 65               |                       |    |              |              |              |              |  |  |        |        |        |        |
|  | (6) Dijon             | 81               | 66               | 65               |                       |    |              |              |              |              |  |  |        |        |        |        |
|  |                       |                  |                  |                  |                       |    |              |              |              |              |  |  |        |        |        |        |

Le match aller se joue chez l'équipe la mieux classée lors de la saison régulière, le match retour chez le moins bien classé et la belle éventuelle chez l'équipe la mieux classée lors de la saison régulière.

## Leaders de la saison régulière
| Catégorie                  | Joueur                 | Équipe     | Statistiques |
| -------------------------- | ---------------------- | ---------- | ------------ |
| Points par match           | Jerry McCullough       | Gravelines | 20,3         |
| Rebonds par match          | Keith Hill             | Dijon      | 8,8          |
| Passes décisives par match | Delaney Rudd           | ASVEL      | 7,4          |
| Interceptions par match    | Jerry McCullough       | Gravelines | 3,0          |
| Contres par match          | Derrick Lewis          | Nancy      | 2,2          |
| % aux tirs                 | Darius Hall            | Besançon   | 67,7 %       |
| % aux lancer-francs        | Josh Grant             | Le Mans    | 90,6 %       |
| % à 3 points               | Jean-Philippe Méthélie | Cholet     | 56,9 %       |

## Récompenses individuelles
| - MVP français : - MVP étranger : - Meilleur défenseur : - Meilleur espoir : - Meilleur entraîneur : | Jim Bilba (ASVEL) Jerry McCullough (Gravelines) Willem Laure (Dijon) Arsène Ade-Mensah (PSG Racing) Gregor Beugnot (ASVEL) |

- Alain Digbeu (ASVEL) et Jerry McCullough (Gravelines) ont été élus MVP français et étranger selon le référendum L'Équipe établi auprès des journalistes.